# Epicypta sinuata
Epicypta sinuata är en tvåvingeart som beskrevs av Wu och Yang 1993. Epicypta sinuata ingår i släktet Epicypta och familjen svampmyggor.
Artens utbredningsområde är Fujian (Kina). Inga underarter finns listade i Catalogue of Life.